# Psilocerea vestitaria
Psilocerea vestitaria är en fjärilsart som beskrevs av Swinhoe 1904. Psilocerea vestitaria ingår i släktet Psilocerea och familjen mätare. Inga underarter finns listade.